# Michel Schifres
Michel Schifres, né le 1er mai 1946 à Orléans et mort le 5 juin 2025 dans le 16e arrondissement de Paris, est un journaliste français spécialiste politique, auteur d’essais et éditorialiste.

## Biographie
Michel Schifres est originaire d’Orléans, où il naît le 1er mai 1946. Il obtient son baccalauréat à sa seconde tentative. Il suit à Paris les cours du Centre de Formation des Journalistes (CFJ) dont il sort en 1968. Il devient rédacteur à Combat de 1970 à 1972, au Monde de 1972 à 1974, puis chef du service politique du Quotidien de Paris de 1974 à 1976.
Il entre au Journal du dimanche en 1977 comme chef de service politique, avant d'en devenir le rédacteur en chef adjoint de 1979 à 1982, puis rédacteur en chef de 1982 à 1986 et directeur adjoint de la rédaction de 1986 à 1989.
Il rejoint ensuite France-Soir comme directeur de la rédaction de 1989 à 1992, puis Le Figaro comme directeur adjoint de la rédaction de 1992 à 1998 et directeur délégué de la rédaction de 1998 à 2000.
Il succède à Franz-Olivier Giesbert et est nommé directeur de la rédaction du Figaro Magazine en 2005, poste auquel il est remplacé en septembre 2007 par Étienne Mougeotte tout en conservant ses fonctions de vice-président du comité éditorial du groupe.
Michel Schifres est l'auteur de plusieurs ouvrages, principalement sur la politique : La CFDT des militants, L'Élysée de Mitterrand en collaboration avec son ancien condisciple du CFJ, Michel Sarazin, L'Enaklatura ou La Désertion des énarques.

### Vie privée
Michel Schifres se marie une première fois avec Josiane Gasnier et devient le père de Lucas Schifres, — photojournaliste et photographe français, résidant à Hong Kong, — et de Blaise. Il se marie une seconde fois avec Marie-Ange Horlaville, morte à Paris du coronavirus en 2022. Michel Schifres est le cousin de Alain Schifres.

### Mort
Michel Schifres a lutté contre plusieurs cancers et un infarctus. Il meurt le 5 juin 2025, à l’âge de 79 ans.

## Distinction
En 2004, Michel Schifres reçoit la croix de chevalier de la légion d’honneur.